# 5699 Munch
För andra betydelser, se Munch (olika betydelser).
5699 Munch eller 2141 T-3 är en asteroid i huvudbältet som upptäcktes den 16 oktober 1977 av den nederländsk-amerikanske astronomen Tom Gehrels och det nederländska astronomparet Ingrid van Houten-Groeneveld och Cornelis Johannes van Houten vid Palomarobservatoriet. Den är uppkallad efter den norske konstnären Edvard Munch.
Asteroiden har en diameter på ungefär 4 kilometer.